# オーバーハウゼン・マニフェスト
オーバーハウゼン・マニフェスト（英語: The Oberhausen Manifesto, ドイツ語: Das Oberhausener Manifest）は、26人の若いドイツ人の映画作家の集団が、
ドイツ・ノルトライン＝ヴェストファーレン州のオーバーハウゼンで毎年開かれている「オーバーハウゼン国際短編映画祭」において、1962年2月28日に宣言したものである。
このマニフェストは、「新しいドイツの長篇劇映画」を設立する引き金であった。ハロ・ゼンフトによって起草され、署名者のなかには、映画監督のアレクサンダー・クルーゲやエドガー・ライツがいた。このマニフェストは Papas Kino ist tot（「パパの映画は死んだ」の意）というモットーと関係があるが、同フレーズはこのマニフェスト本文には見当たらない。
本マニフェストへの署名者は「オーバーハウゼン・グループ」として知られるようになり、1960年代後半に始まる「ニュー・ジャーマン・シネマ」の重要な先駆者として見られている。「オーバーハウゼン・グループ」は、1982年、「ドイツ映画賞」を受賞した。

## 関連事項
- ドイツ映画賞
- オーバーハウゼン・グループ（ドイツ語版）